# Mailpile
Mailpile est un client webmail libre pour le protocole IMAP écrit en Python.
Mailpile a la particularité, par rapport aux autres webmails, de faciliter le chiffrement des mails.